# Бадак, Александр Николаевич
Алекса́ндр Никола́евич (Алесь) Бада́к (бел. Алякса́ндр Мікала́евіч (Алесь) Бада́к; род. 28 февраля 1966, д. Турки, Ляховичский район, Белоруссия) — белорусский писатель, публицист, литературный критик, поэт-песенник. Член Союза писателей СССР (1990). Лауреат литературной премии «Золотой апостроф» (2003).

## Биография
Родился 28 февраля 1966 года в д. Турки Ляховичского района Брестской области в семье рабочего. В школе интересовался творчеством поэтов Сергея Есенина, затем Якуба Коласа и Андрея Вознесенского.
В 1983—1990 гг. учился на филологическом факультете Белорусского государственного университета имени В. И. Ленина. В 1984—1986 годах проходил срочную службу в рядах Советской Армии. Работал в редакциях литературных журналов «Бярозка», «Полымя», «Маладосць» (заведующим отдела прозы, заместителем главного редактора, до 2009 года). С 2009 года — главный редактор литературного журнала «Нёман». В 2009—2012 годах одновременно — первый заместитель директора Редакционно-издательского учреждения «Літаратура і мастацтва». С 2012 года — заместитель директора РИУ Издательский дом «Звязда». С 2014 года — главный редактор старейшего белорусского литературного журнала «Полымя» (издательский дом «Звязда»). С 2015 года директор издательства «Мастацкая літаратура».

## Творчество
Дебютировал в 1979 году (газета «Пионер Беларуси»). Начинал журналистскую деятельность в газете «Будаўнік камунізму» (теперь «Ляхавіцкі веснік»). Первый сборник вышел в 1989 году. В начале 1990-х годов написал ряд поэтических текстов, которые были положены на музыку. Их исполнителями являлись известные представители белорусской эстрады Александр Солодуха, Анатолий Ярмоленко, Алеся.
В 2003 году был в числе первых лауреатов литературной премии «Золотой апостроф». Позже отметился как автор прозы и произведений для детей. Выступает активным пропагандистом детской литературы, является одним из организаторов клуба детских писателей, много пишет для детей стихов, повестей, сказок и познавательной литературы. Публиковался в журнале для детей Вясёлка.
В последние годы регулярно публикуется в периодической печати с литературно-критическими статьями и рецензиями. Возглавлял редакционную коллегию 24-томной «Всемирной истории» (издательство АСТ). Является автором более 10 поэтических книг, многочисленных критических статей и рецензий, а также текстов песен.

### Сборники поэзии
1. Будзень [Будний день, стихи] / Прадм. У.Някляева. — Мн. : Маст.літ., 1989.
2. За ценем самотнага сонца [За тенью одинокого солнца: Стихи и песни]. — Мн. : Маст. літ., 1995.
3. Маланкавы посах [Молниеносный посох: Книга лирики]. — Мн. : Маст. літ., 2004.
4. Верабей з рагаткай [Воробей с рогаткой: Сказки, стихи, считалки]. — Мн. : Юнацтва, 1999.

### Литературные произведения для детей
- Бадак А. М., Шніп В. А. Мы купілі кракадзіла [Мы купили крокодила : Стихи]. — Мн. : Юнацтва, 1995.
- Незвычайнае падарожжа ў краіну ведзьмаў [Необычное путешествие в страну ведьм : Повести-сказки] — Мн. : Юнацтва, 2001.
- Расліны [Растения : ботанические этюды; научно-популярное издание]. — Мн. : Литература и Искусство, 2008.
- Жывёлы [Животные : зоологические этюды] — Мн. : Літаратура і Мастацтва, 2009.
- Птушкі [Птицы : зоологические этюды]. — Мн. : Літаратура і Мастацтва, 2010.
- Насякомыя [Насекомые : зоологические этюды]. — Мн. : Літаратура і Мастацтва, 2011.
- Водны свет [Водный мир : зоологические этюды]. — Мн. : Звязда, 2012.
- Зорка для вавёркі [Звезда для белки]. — Мн. : Звязда, 2015.

### Проза
- Бадак А. Адзінокі васьмікласнік хоча пазнаёміцца: аповесць / Бадак А. [и др.] - Мінск : Литература и Искусство, 2008.
- Маленькі чалавек у вялікім свеце : Кніга для бацькоў, дзядуль, бабуль і выхавацеляў дзіцячых садкоў [Маленький человек в большом мире : Книга для родителей, дедушек, бабушек и воспитателей детских садов. Литературная сказка]. — Мн. : Ураджай, 1995.

### В переводе на русский язык
- А. Бадак О тебе и тех, кто рядом : для любящих и предусмотрительных родителей и педагогов, а также для любознательных детей : пособие для педагогов учреждений, обеспечивающих получение дошкольного образования / А. Бадак. — Минск : Лексис, 2005.
- А. Бадак Невероятные истории из жизни волшебников : сказочные повести. — Минск : Літаратура і Мастацтва, 2011.

## Награды и премии
- Литературная премия «Золотой апостроф» в номинации поэзия (2003).
- Литературная премия «Золотой купидон», за лучшую книгу года в номинации «Публицистика» (2008; за книгу «Расліны: батанічныя эцюды»).
- Межгосударственная премия СНГ «Звёзды Содружества» (совместно с А. Карлюкевичем; 2013)[6][7].
- Орден Франциска Скорины (2020)[8].
- Медаль Франциска Скорины (2014)[9]